# 盧龍光
盧龍光（英語：Rev. Dr. Lo Lung-kwong，1951年8月27日—），前香港基督教協進會總幹事（2018年－2019年3月12日）；前香港中文大學崇基學院神學院院長（1995年－2014年）及前香港基督教循道衛理聯合教會會長（2006年－2012年），專研新約聖經及教牧神學，曾是循道轄下多間中小學校監及校董，在2018年被揭涉及性騷擾學校女職員後，已辭去校監職。

## 簡歷
盧龍光生於新界西貢一個山丘上的木屋，自小在調景嶺難民營第四木屋區長大，小學就讀深水埗崇真小學，中學畢業於救恩書院。他在觀塘雞寮返教會，長大後以「災胞」身份，到台灣國立中興大學森林系讀書，希望以農業救國。 1973年畢業後回香港，入讀香港中文大學崇基學院神學組。1979年按立為循道衛理聯合教會牧師，曾任柴灣愛華村堂及服務中心主任、 香港堂主任牧師。
在1980年代，盧龍光活躍於社運界，關注民生交通、八九民運、居英權等議題。他曾參與發起全港反對巴士加價行動，亦曾為柴灣居民爭取興建東區醫院。1984年中英談判結束後，他以「民主公義協進會」組織政黨，成為「民協」的前身。1985年，他從政黨抽身，遠赴英國深造。1988年於英國德倫大學完成羅馬書研究之哲學博士論文："Paul's Purpose in Writing Romans: The Upbuilding of a Jewish and Gentile Christian Community in Rome"。1989年六四事件時，他再度活躍於社運，參與支聯會及香港基督徒愛國民主運動。之後他漸漸接受回歸的事實，主動搞國慶慶祝活動，並建議及組織教內普選宗教界選委會。
1995年盧龍光開始淡出政治舞台，出任香港中文大學崇基學院崇基神學組主任（1995年－2004年），2004年神學組易名為「崇基學院神學院」，盧龍光續任神學院院長（2004年－2014年）。2006年至2012年，盧龍光同時擔任香港基督教循道衛理聯合教會會長。2014年，在崇基神學院院長崗位退休後，任客席教授及名譽高級研究員，並任汕頭大學文學院基督教研究中心主任。

## 個人生活
盧龍光的母親盧顏志鈞曾於九龍城獅子石道英如小學和深水埗崇真小學任教，亦曾是有「傳理系之父」之稱的余也魯的家庭女傭。
盧龍光父母都曾當兵，兩人相識在抗日戰場，都很關心國家和社會，盧父在1920年代曾因參與學運而被開除。
盧龍光妻子馬安妮原籍海豐，是教院高級講師，二人在教會認識。2013年時，兩名子女分別只有17和21歲。 根據香港電台《鏗鏘集》其中兩集記錄片《居英權》及《綠草如茵》，其妻曾獨自申請居英權，但盧龍光因為反對居英權不是所有香港人可以申請，而拒絕申請。

## 爭議

### 性騷擾事件
2019年2月18日，根據《明報》報導，盧龍光被投訴於2018年12月4日性騷擾循道衛理聯合教會轄下其中一間學校的女職員。循道衛理聯合教會會長林崇智牧師在未按該會傳統之程序下即成立包括信徒之5人「調查小組」，成員包括循道衛理聯合教會前會長李鼎新牧師、總議會書記劉麗詩牧師、陳建基牧師、馮丹媚及鄭大雅，經會面後（其後在會議紀錄中証實該小組在未有翻看閉路電視片段），5人即一致裁定性騷擾指控成立，並建議停止盧龍光在教會學校教育部所有職務，以作懲治。 盧龍光由始至終都不同意指控，亦不接納該小組之栽決。在《明報》報導前兩天，於2019年2月16日，該會會長林崇智牧師召開牧師部臨時會議，向循道衛理聯合教會其他牧師報告事件。惟「調查小組」未經確認之會議紀錄及該次會議之保密內容（未有會議紀錄）卻被洩漏，林崇智對有關洩漏，予以譴責 。盧龍光亦於2月16日發給林崇智辭職信，內容提及自己在香港基督教協進會總幹事及優質生命教育中心總監的工作責任下，「近日在身、心、靈方面感覺疲乏」，故辭任循道學校、炮台山循道衛理中學、沙田循道衛理中學共3間學校的校監，以及華英中學校董一職。由於盧龍光主動辭去校監職任，投訴者接受調解，表示不再投訴。令人懷疑投訴之目的，是使盧龍光不再担任該校校監。
2019年4月27日循道衛理聯合教會常務委員會就此事成立十一人的「檢討小組」，成員包括兩位前會長（李炳光、袁天佑牧師）及九位信徒，包括現任及前任副會長陳崇一、陳升惕及吳思源，大法官林文瀚、資深律師吳健源及男女各半的四位信徒領袖，負責檢討整個事件的處理過程、方式及洩密的問題。在2020年初，經該會主要由信徒代表組成（80%以上）之常務委員會兩次會議仔細審議，3月28日通過了「檢討小組」提交的報告，並在4月5日在該會各堂的主日崇拜週刊和網頁登載了「報告撮要」，內容指出：「調查小組」權責不清，將調查、栽決和調解三個彼此有矛盾的功能集於一身；並且未有將投訴的所有証供及會議紀錄給被投訴者盧龍光知悉，以致被投訴者無法作全面申辯；故「調查小組」之「裁決」並未符合程序公義，因此並不穏妥。報章以「教會裁投訴成立」此誤導標題及部分錯誤內容報導此事件；在不預期的洩密情況下，即引起他人誤會，對被投訴者並不公平。盧龍光在4月12日於該會週刊及網頁登載了以「反思、感恩、仰望」為題的分享，向該會會友交代，表示該檢討報告還了他個人部分的清白，並且未來計劃牧養在教會及社會中，因遭遇到不公而需要協助的投訴者和被投訴的人。會長林崇智在6月7日以牧函分享他就處理該事件的反思及檢討，公開表示因經驗和能力有限等原因，在事件的處理上有所不足，深感愧疚，謹「向當事人及其家人、主內同工同道，表達由衷的歉意，懇請原諒」，在未交代為何僅僅未符合程序公義一項，即能推翻多項事實證據，及程序公義何以竟然凌駕於公義之上，便自行宣告該事件已經劃上句號。 
《明報》在2020年7月27日，在港聞版以半頁報道：「循道衛理『推翻』牧師性騷擾裁決」，《蘋果日報》電子版在當日轉載有關「調查小組」在栽定之後才翻看閉路電視之資料。 
《時代論壇》在2020年12月27日1739期頁11，刊登了盧龍光的〈教會處理性騷擾投訴的後續思考〉，指教內在處理性搔擾投訴事件時，往往驚慌失措，沒有按教會本身的限制、角色和功能去處理，而錯誤的處理方式會帶來對教會及有關人士難以彌補的傷害。在過往發生多次類似事件的情況下，教會是否已經獲得經驗和智慧在未來能夠作適當處理？

### 夏寶龍事件
2020年2月14日，中國國務院任命全國政協副主席夏寶龍，取代張曉明兼任成為港澳辦主任，引起教內外強烈批評，因為夏寶龍和2013年浙江省強拆十字架事件有關。盧龍光隨即在其面書發文，指夏寶龍在浙江省強拆十架及打擊信徒的行為，「肯定不是他個人的想法，而是來自更高指示。」至於為何能夠「肯定」則未有提及，門徒媒體認為盧龍光的説法是為夏寶龍的行為開脫。

## 著作
- 葉菁華、盧龍光：《我們信：尼西亞信經釋義》。香港：基督教文藝，2014。ISBN 9789622942202。
- 盧龍光：《論盡羅馬：透析保羅寫羅馬書之目的》。香港：漢語聖經協會，2010。ISBN 9789625138350。
- 盧龍光：《保羅新觀：羅馬書的主題與目的》。台中：東海大學校牧室，2007。ISBN 9789867173614。
- 盧龍光：《愛你的鄰舍：教會社區工作理論與實踐》。台北：校園書房，2003。ISBN 9789575877736。
- 盧龍光：《基督教身分尋索：使徒行傳和新約書信導論》。香港：天道書樓，2006。ISBN 9789622086838。
- 劉忠明、盧龍光：《像樣的教會管理》。香港：福音證主協會，2009。ISBN 9789628998418。
- 盧龍光編：《跨越文本的邊界：李熾昌教授六秩壽慶文集》。香港：崇基學院神學院，2010。ISBN 9789627137450。
- 盧龍光、鄺炳釗、張修齊編：《聖經的人生：馮蔭坤博士七十壽辰慶賀文集》。香港：香港中文大學崇基學院神學組，2007。ISBN 9789627137405。
- 盧龍光編：《筆戰羅馬：羅馬書之研究（增訂版）》。香港：天道書樓，2010。ISBN 9789622086326。
- 盧龍光編：《基督教聖經與神學詞典》。香港：漢語聖經協會，2003。ISBN 9789625132501。
- 盧龍光、湯開建、張照、顏小華：《苦難中成長的教會－英國循道公會佛山傳教發展史：1851-1949》香港：基督教中國宗教文化研究社，2011。ISBN 9789627706250

## 外部連結
- 盧龍光牧師（页面存档备份，存于）